# Terror in Resonance
Terror in Resonance (残響のテロル, Zankyō no Teroru), aussi connu sous le titre Terror in Tokyo, est une série d'animation japonaise produite par le studio d'animation MAPPA et réalisée par Shin'ichirō Watanabe. Les onze épisodes de l'anime sont initialement diffusés dans le bloc de programmation noitaminA de la chaîne Fuji TV entre le 10 juillet 2014 et le 25 septembre 2014. La série est également diffusée en simulcast dans les pays francophones sur Wakanim à partir du 10 juillet 2014.

## Synopsis
Dans un présent alternatif, Tokyo est frappée par une attaque terroriste qui met en état de choc toute la ville. Le seul élément d'enquête est une vidéo que les coupables ont mise en ligne sur Internet. Les terroristes sont en fait un duo se faisant appeler « Sphinx » (スピンクス, Supinkusu), deux adolescents s'appelant Nine et Twelve. Ils ont survécu à un incident inconnu, et décident de « réveiller le monde » grâce à des attentats terroristes.

## Personnages

### Personnages principaux
Nine / Arata Kokonoe (ナイン/九重 新, Nain/Kokonoe Arata)
Voix japonaise : Kaito Ishikawa, voix française : Jean-Marco Montalto,
Un jeune homme discret, intelligent et calme, qui emménage à Tokyo et vit avec Twelve. Il fait en réalité partie du duo "Sphinx". Il semble connaître personnellement Five.
Twelve / Tôji Hisami (ツエルブ/久見 冬二, Tsuerubu/Hisami Tōji)
Voix japonaise : Sōma Saitō, voix française : Arnaud Laurent
Un jeune homme enfantin, qui est aussi doté d'intelligence, mais mystérieux, qui voit Nine comme son frère. Il est toujours avec lui.
Lisa Mishima (三島 リサ, Mishima Risa)
Voix japonaise : Atsumi Tanezaki, voix française : Caroline Combes
Une fille dans la même école que Nine et Twelve. Sa vie problématique, autant à l'école qu'à la maison, la pousse dans le monde de Nine et Twelve et changera son destin pour toujours.
Kenjirō Shibazaki (柴崎 健次郎, Shibazaki Kenjirō)
Voix japonaise : Shunsuke Sakuya, voix française : Philippe Roullier
Un officier du département de la Police Métropolitaine de Tokyo originaire d'Hiroshima. Au départ membre de la division des forces de police d'investigation, il est rétrogradé pour avoir indisposé une personnalité politique influente dans le cadre d'une enquête portant sur le fils de cette dernière. Doué d'une très grande intelligence, il est rappelé devant la complexité des attaques menées par deux insaisissables terroristes.
Five (ハイヴ, Haivu)
Voix japonaise : Megumi Han, voix française : Pauline de Meurville
Une américaine membre du FBI qui voyage au Japon pour faire avancer l'enquête sur ces attaques terroristes. Elle aime chantonner la comptine anglaise London Bridge Is Falling Down.

### Personnages secondaires
Kurahashi (倉橋)
Voix japonaise : Hideaki Tezuka, voix française : Frédéric Souterelle
Le chef de la police enquêtant sur les attentats de Nine et Twelve.
Hamura (羽村)
Voix japonaise : Keisuke Aigasa, voix française : Bruno Meyere
Un jeune policier passionné qui collabore avec Shibazaki.
Okano (岡野)
Voix japonaise : Kunpei Sakamoto, voix française : Vincent Violette
Kinoshita (木下)
Voix japonaise : Yūsuke Kuwahata, voix française : Grégory Laisné
Mukasa (六笠)
Voix japonaise : Mitsuaki Kanuka, voix française : Philippe Siboulet
Policier partenaire de Shibazaki.
Shimada (島田)
Voix japonaise : Yutaka Aoyama, voix française : Emmanuel Fouquet
Hamada (浜田)
Voix japonaise : Yasuhiro Takato, voix française : Frédéric Cerdal
Un scientifique étudiant les bombes artisanales de Nine et Twelve.
Kato (加藤, Katō)
Voix japonaise : Kei Yamaguchi
Fukuda (福田)
Voix japonaise : Shinpachi Tsuji
Clarence
Voix japonaise : Daisuke Takahashi, voix française : Renaud Heine
Partenaire de Five et agent du FBI.
Mère de Lisa (リサの母親, Risa no Hahaoya)
Voix japonaise : Ayumi Tsunematsu, voix française : Nikie Gay Lescot
Mère de Lisa, surprotectrice depuis que son mari l'a quitté.
Haruka (はるか)
Voix japonaise : Reina Ueda, voix française : Valérie Bachère
Mamiya ()
Voix japonaise : Shuichiro Moriyama

## Anime

Logo original de l'anime.

La série d'animation est produite par le studio d'animation MAPPA et réalisée par Shin'ichirō Watanabe (réalisateur de la série Cowboy Bebop). Le design des personnages est effectué par Kazuto Nakazawa et la musique est composée par Yōko Kanno.
Les onze épisodes de l'anime sont initialement diffusés dans le bloc de programmation noitaminA de la chaîne Fuji TV entre le 10 juillet 2014 et le 25 septembre 2014.
En France, une avant-première des deux premiers épisodes s'est déroulée à la Japan Expo de Paris le 5 juillet 2014. La série est ensuite diffusée en simulcast dans les pays francophones sur Wakanim à partir du 10 juillet 2014.
En Amérique du Nord, les droits d'adaptation sont acquis par la société Funimation. La série rejoint le catalogue de Netflix en février 2016, en même temps que Tokyo Ghoul.

### Liste des épisodes
| No | Titre de l’épisode en français | Titre original de l’épisode | Date de 1re diffusion |
| --- | ------------------------------ | --------------------------- | --------------------- |
| 1 | La chute                       | Falling                     | 10 juillet 2014       |
| À Aomori, deux individus dérobent une caisse d'un endroit hautement sécurisé en laissant sur le sol un message, « Von ». Plus tard, à Tokyo, Lisa, une jeune fille timide, se fait martyriser par des camarades de sa classe. Un jeune homme, Twelve, intervient pour détourner leur attention. Il est accompagné de Nine, aussi froid que Twelve est souriant, et Lisa découvre que ceux-ci sont dans le même lycée qu'elle. Pendant ce temps, Shibazaki, un officier de police désœuvré, prend connaissance par un collègue de l'existence d'une vidéo sur internet où deux hommes masqués déclarant faire partie de l'organisation « Sphinx » prédisent une coupure de courant et une catastrophe à Shinjuku. Nine est hanté par les souvenirs d'une évasion où ils laissent un enfant derrière eux. Les deux lycéens se rendent dans un immeuble où ils disposent des peluches à plusieurs endroits. Twelve croise Lisa et lui remet l'une d'elles, en lui disant de ne pas la lâcher. Peu après, certaines peluches explosent et Lisa, coincée dans l'immeuble, reçoit un appel des deux jeunes hommes. Ils lui proposent de choisir entre la mort ou devenir leur complice. Celle-ci refusant de mourir, Twelve va la chercher en moto et Nine lui déclare qu'elle ne peut plus revenir en arrière.                                                                            |                                |                             |                       |
| 2 | Question-réponse               | Call & Response             | 17 juillet 2014       |
| Lisa rentre chez elle, abattue par les événements et par l'accueil de sa mère, devenue surprotectrice depuis le départ de son mari. Kurahashi, chef de la première division enquêtant sur l'attentat, tient une conférence durant laquelle on apprend que les bombes artisanales étaient composées de thermite, un matériau facile à trouver. les enquêteurs trouvent également encore une fois le message « Von » sur les restes d'une charge de TNT. Nine se rend dans un commissariat de Roppongi déguisé en livreur de nouilles afin d'y déposer une caisse en métal et une caméra. Une nouvelle vidéo sur internet pose une devinette aux inspecteurs de police, qui croient trouver la solution en la rapprochant de l'énigme du Sphinx posée à Œdipe. Cependant, une mauvaise interprétation de celle-ci les mène sur une fausse piste, et la bombe explose dans le commissariat. Kurahashi dévoile à Shibazaki, qui avait trouvé la réelle solution de l'énigme, que la caisse dérobée à Aomori contenait du plutonium, et lui demande de rejoindre l'enquête. |                                |                             |                       |
| 3 | Rechercher & détruire          | Search & Destroy            | 24 juillet 2014       |
| Shibazaki rejoint la première division malgré les réticences d'un enquêteur, Hamura. La section découvre que « Sphinx » a payé un employé de construction pour détruire des câbles et provoquer la coupure d'électricité qui avait précédé le premier attentat. Une troisième vidéo est mise en ligne, et Shibazaki devine très vite que l'énigme est liée à la précédente. Grâce à Mukasa qui le met par hasard sur la voie, il parvient à deviner le lieu où se trouve la nouvelle bombe, et une intervention de police diffusée en direct sur internet parvient à désamorcer celle-ci, entreposée dans un immeuble à côté du temple Shirahige, à Katsushika. Shibazaki en profite pour adresser un message aux terroristes en les menaçant s'ils en venaient à utiliser le plutonium dérobé. |                                |                             |                       |
| 4 | Découverte capitale            | Break Through               | 31 juillet 2014       |
| La cellule de crise suivant l'attentat déjoué expose que les terroristes ont utilisé internet pour commander les éléments de leur bombe de type ANFO, ce qui rend leur traçage impossible. Shibazaki se rend à Aomori pour en savoir plus sur le caractère de Twelve, qui travaillait dans la centrale de traitement des déchets nucléaires afin de préparer le vol du plutonium. Les deux jeunes hommes parviennent à pirater le réseau de la cellule d'enquête antiterroriste et font parvenir une quatrième vidéo comportant une nouvelle énigme. Un lien vers un site permet de désactiver une bombe à l'aide d'un mot de passe lié à une inscription sur le temple de Delphes, « Connais-toi toi-même ». Twelve, qui surveille Lisa grâce au GPS de son portable, est inquiet de la voir errer dans les rues. Il va à sa rencontre et l'emmène peu après sur sa moto lorsqu'elle se fait contrôler par la police. Shibazaki trouve la solution de l'énigme, qui était son propre nom, mais une force d'intervention se rend dans un immeuble en suivant une fausse piste et les terroristes, considérant que les règles n'ont pas été respectées, font exploser la « bombe invisible » en diffusant de manière publique toutes les informations de la police au sujet de l'enquête. Twelve ramène Lisa dans l'appartement de « Sphinx » mais celle-ci s'évanouit sur le palier. |                                |                             |                       |
| 5 | Cache-cache                    | Hide & Seek                 | 7 août 2014           |
| Lisa tente de se rendre utile dans la colocation tandis que de nouveaux inspecteurs arrivent de l'étranger. Une nouvelle énigme est rapidement résolue par Shibazaki, et ce dernier comprend que les terroristes veulent désigner par ces attentats les personnes appartenant au groupe de « cours privés pour instaurer la paix ». Cependant, une unité spéciale prend l'affaire en charge et interdit la récupération de la bombe située dans un métro de la ligne Marunouchi. Nine et Twelve s’aperçoivent que le réseau téléphonique a été coupé, ce qui les empêche de désactiver la bombe à distance. Ils se lancent donc à la recherche de la rame concernée mais un hacker s'empare de leur système et les empêche de la localiser. Nine parvient finalement à retrouver la bombe et sauve une jeune fille de l'explosion. Cependant, cette action a permis à Five, la fillette que les deux jeunes hommes avaient laissé derrière eux lors de la fuite du centre d'expérimentation et désormais inspectrice, de retrouver leurs traces. |                                |                             |                       |
| 6 | Tu es prêt ?                   | Ready or not                | 14 août 2014          |
| Shibazaki apprend que Five, qui a pris l'affaire en main avec Clarence, est chercheuse au Nuclear Emergency Support Team au département de l'Énergie des États-Unis. La police ainsi que Twelve et Nine reçoivent un sms d'une personne se faisant passer pour « Sphinx » et leur posant une énigme. La solution de celle-ci mène Twelve et Nine à l'aéroport de Haneda, où Five leur propose à travers les écrans du terminal de terminer une partie d'échecs débutée dans le passé. Plusieurs inspecteurs décident de passer outre aux ordres de ne rien faire et décident d'intervenir à l'aéroport lorsqu'ils ont des doutes concernant l'origine du message. |                                |                             |                       |
| 7 | Égalité                        | Deuce                       | 21 août 2014          |
| La partie d'échecs mène à la défaite de Nine, mais grâce à une diversion de Lisa, ce dernier parvient à tromper la surveillance de Five et à retrouver cette dernière. Cependant, Lisa s'est fait capturer durant son intervention, et se retrouve enfermée dans un avion contenant la bombe déposée par Five, qui cherche par cet attentat à faire accuser « Sphinx ». Face à la menace, les deux jeunes hommes demandent de l'aide à Shibazaki, qui se rend à la tour de contrôle et réussit à détourner l'avion tandis que Twelve et Nine sauvent Lisa. L'appareil explose sans faire de victimes, mais Five détient désormais l'identité de la jeune fille. |                                |                             |                       |
| 8 | My Fair Lady                   | My Fair Lady                | 4 septembre 2014      |
| Lisa reçoit un colis piégé qui explose après sa fuite et détruit l'appartement de Twelve et Nine. Les cinq inspecteurs ayant intervenu à l'aéroport malgré les ordres sont mis à pied, mais Shibazaki, suspendu pour une durée indéterminée, rend visite à sa fille pour en savoir plus sur la construction d'une bombe au plutonium. Assisté d'Hamura, il découvre durant ses recherches l'existence d'un « projet Athéna », mené par un certain Aoki Sôta du ministère de la santé, qui consistait à faire passer des tests d'intelligence à de jeunes orphelins et à transférer les enfants sélectionnés dans un endroit inconnu. Grâce aux informations piratées par l'un des autres inspecteurs, ils apprennent que des laboratoires pharmaceutiques et de recherche neuroscientifique sont associés au projet Athéna. Lisa, qui a quitté la cachette de « Sphinx » pour ne plus causer de tort aux deux jeunes hommes, est enlevée par Five, qui se sert de la jeune fille comme appât pour attirer Twelve. |                                |                             |                       |
| 9 | Des hauts & des bas            | Highs & Lows                | 11 septembre 2014     |
| Shibazaki et Hamura rendent visite à Aoki Sôta, où ils apprennent que le projet Athéna consistait à inoculer le syndrome du savant à des enfants de moins de cinq par le biais d'un médicament découvert par hasard. Seuls trois enfants ont survécu à ce traitement avant l'arrêt du programme par les États-Unis : Nine et Twelve, qui s'étaient échappés du centre, ainsi que Five, recueillie par le gouvernement américain. Sôta dévoile aussi le nom du chef de projet, Mamiya Shunzô, le politicien qui avait étouffé l'affaire par laquelle Shibazaki avait été mis à l'écart. Twelve se rend dans une grande roue pour sauver Lisa mais ne parvient pas à désamorcer la bombe posée sur elle par Five, et doit révéler à cette dernière l'emplacement de l'objet dérobé à Aomori, en réalité un prototype de bombe nucléaire et non du plutonium. Nine, qui était allé chercher la bombe dissimulée dans un casier du lycée, parvient à échapper aux policiers venus la récupérer. |                                |                             |                       |
| 10 | Chaos                          | Helter Skelter              | 18 septembre 2014     |
| Nine se rend à la police, et exige une conférence de presse en échange de l'emplacement de la bombe. Shibazaki rencontre Mamiya Shunzô et apprend que les sujets du projet Athéna ont une espérance de vie très réduite à cause des expériences menées sur eux. Five, dont la santé est critique, cherche à intercepter Nine sur la route de la conférence, et se suicide en le rejoignant. La conférence n'ayant pas eu lieu, la bombe se met en route automatiquement. |                                |                             |                       |
| 11 | VON                            | VON                         | 25 septembre 2014     |
| Shibazaki comprend que le réel objectif de « Sphinx » est de faire exploser la bombe atomique dans la stratosphère et de provoquer une onde électromagnétique, ce qui met hors d'usage tous les appareils électroniques du Japon. Lisa, Twelve et Nine se retrouvent au centre d'expérimentation, désormais en ruine, et passent une journée de détente en attendant l'arrivée de Shibazaki, venu pour les arrêter. Cependant, des hélicoptères de l'armée américaine interviennent et malgré les menaces de Nine de faire exploser une centrale nucléaire, Twelve est abattu par un sniper. Shibazaki parvient à convaincre Nine de ne pas appuyer sur le détonateur et ce dernier s’effondre, tué par les effets des expérimentations. La vérité sur le projet Athéna éclate au grand jour. Un an plus tard, Lisa et Shibazaki se croisent sur la route de la tombe des deux garçons et la jeune fille lui dévoile que Nine, amateur de musique islandaise, avait emprunté le mot « Von » à cette langue dans laquelle il signifie « espoir ». |                                |                             |                       |

### Musiques
La bande son originale de l'anime est composée par Yōko Kanno.
| Générique | Épisodes | Début   | Début                           | Fin                            | Fin     |
| Générique | Épisodes | Titre   | Artiste                         | Titre                          | Artiste |
| --------- | -------- | ------- | ------------------------------- | ------------------------------ | ------- |
| 1         | 1 – 11   | Trigger | Yūki Ozaki from Galileo Galilei | Dare ka, umi o. (誰か、海を。) | Aimer   |